# غطرسة عالمية
يستخدم مصطلح الغطرسة العالمية لوصف الهيمنة المفترضة للولايات المتحدة على البلدان الأخرى. وفقًا لديفيد إلوود، فإن الغطرسة العالمية هي «عندما تكون ثقافتك ونفوذك الاقتصادي قويين للغاية ومنتشرين على نطاق واسع بحيث لا تحتاج إلى شغل أشخاص آخرين للتأثير على حياتهم». تختلف الغطرسة العالمية عن مفهوم الإمبريالية، التي بموجبها تحتل دولة ما دولة أخرى. وصف الإيرانيون والفرنسيون والألمان واليابانيون والإندونيسيون والهنود والروس الولايات المتحدة بأنها «عاصمة الغطرسة العالمية».

## الاستخدامات
واجهت الولايات المتحدة تاريخيًا اتهامات بالغطرسة، بدءًا من حرب فيتنام، ووصفها الطلاب الإيرانيون لأول مرة بأنها «عاصمة الغطرسة العالمية». تم استخدام المصطلح أيضًا من قبل الفرنسيين والألمان واليابانيين والإندونيسيين والهنود والروس. تواصل إيران الاحتفال بالذكرى السنوية للاستيلاء على السفارة الأمريكية في طهران عام 1979 باعتباره «اليوم الوطني للحملة ضد الغطرسة العالمية».
يُستخدم مصطلح «الغطرسة العالمية» أحيانًا في الصحف الإيرانية للتنديد بالسياسة الخارجية للولايات المتحدة. يتم استخدام الصورة النمطية للغرب باعتباره متعجرفًا بشكل رئيسي في الصحف المحافظة. هو أقل تواترا في الصحف الإصلاحية. بعد حرب العراق 2003-2011، ازدادت الاتهامات بالغطرسة ضد الولايات المتحدة.
وفقًا لجاني ليثرمان، لا يقتصر مفهوم الغطرسة العالمية على الغطرسة الأمريكية المفترضة، بل يشمل مجموعة كاملة من نخب النظام السياسي والاقتصادي العالمي. كتب ليثرمان أنها جزء لا يتجزأ من شبكات وطبقات نظام الحوكمة العالمي - من المؤسسات الرئيسية مثل البنك الدولي، وصندوق النقد الدولي، ومنظمة التجارة العالمية، ومجموعة الدول السبع، والبلدان الرائدة، والمنظمات غير الحكومية الشمالية الرئيسية للمجتمع المدني العالمي. يقول ليثرمان إن الغطرسة العالمية، مثل القوة، تتحرك وتتدفق عبر هذا النظام، مما يجعل من الصعب تحديد مصدر الغطرسة. وفقا لفيبر، الغطرسة تشير إلى السياسة وليس الناس. يقول إن على الآخرين الاستماع، والفهم، والاتفاق، والتصرف بطريقة تظهرها السياسات؛ وأنها مشكلة لأنها «تصرف [هذا] يأتي بنتائج عكسية للمنافسة الفعالة في سوق الأفكار العالمية في القرن الحادي والعشرين».
كتب ديانا زويل وجيل ج. جوزيفسون عن الغطرسة العالمية المفترضة للولايات المتحدة عادة ما يتم تصور الغطرسة في سياق السياسة الخارجية، لكن سياسات الفقر المحلية الأمريكية يمكن أن تكون علامة على هيمنة فاشلة وحكومة غير قادرة على توفير الموارد الأساسية من حيث الوظائف والخدمات الاجتماعية لجزء كبير من سكانها. وفقًا لزويل وجوزيفسون، تُستخدم تكاليف الحرب العالمية على الإرهاب لتبرير خفض الإنفاق الاجتماعي في الداخل.
في عام 2021، اتهمت فورين بوليسي جمهورية الصين الشعبية بالغطرسة العالمية، بحجة أن حكومة جمهورية الصين الشعبية تكرر الأخطاء الأمريكية.
يشير مصطلح «بطولة العالم للبيسبول» إلى غطرسة بطولة البيسبول المحلية الأمريكية التي يطلق عليها بطولة العالم على الرغم من مشاركة الفرق الأمريكية فقط.

## الحجج
يرى دانييل إي برايس أن العولمة تعتبر في كثير من دول العالم الإسلامي أداة للهيمنة الأمريكية يجب مقاومتها. كتبت سينثيا ويليت في كتابها روح العدل :
نخشى الأصوليين الإسلاميين لأنهم يهددون بالعنف باسم المبادئ الراسخة. ومع ذلك، فإننا نرفض أن نفهم كيف يمكن للقوى الاقتصادية والثقافية للدول القوية أن تلحق الضرر بمواطني الدول الأضعف من خلال تدمير ثقافتهم ومعيشتهم، ومن خلال جعل دولهم تعتمد على قوى أجنبية.
ونقلت ويليت عن توماس فريدمان، الذي تقول إنه يوفر نظرة ثاقبة للمشاعر المعادية للغرب من خلال الإشارة إلى الحماس وراء الخطاب الغربي، قائلاً: 
«"نحن الأمريكيين رسل العالم السريع وأنبياء السوق الحرة وكهنة التكنولوجيا العالية. نريد" توسيع "قيمنا وبيتزا هتس. نريد أن يحذو العالم حذونا ويصبح ديمقراطية ورأسمالية، مع موقع ويب في كل وعاء، وبيبسي على كل شفة، و [و] مايكروسوفت ويندوز في كل كمبيوتر. "هل من الواضح من هم "الأصوليون"؟ لست متأكدا جدا." يتابع الصحفي: "لا عجب إذن أن الاستياء من أمريكا في تصاعد عالمي". نميل أحيانًا إلى رؤية ما هو مبالغ فيه في الآخر أكثر ما ننفيه في أنفسنا.»
وفقًا لتوماس فريدمان، تؤدي العولمة إلى غطرسة عالمية قائمة على القوة الناعمة (الثقافة والتكنولوجيا والاقتصاد) بدلاً من الاحتلال والإمبريالية. يرى باربر أن جهود الولايات المتحدة لتجنب التدقيق الدولي ورفض التوقيع على المعاهدات الدولية بشأن الاحتباس الحراري أو المحكمة الجنائية الدولية، تعتبر علامات على الغطرسة والنوايا الإمبريالية. يوسف القرضاوي، الباحث الإسلامي، يقول إن "العولمة تعني فرض الهيمنة الأمريكية. أي دولة متمردة أو تغني لحن مختلف يجب أن تعاقب بالحصار أو التهديدات العسكرية أو الهجوم المباشر كما حدث مع السودان والعراق وإيران وليبيا". ينطوي الفرض على ثقافة أمريكية "قائمة على المادية والمصلحة الذاتية والحريات غير المقيدة". وهكذا، فإن العولمة التي تقودها الولايات المتحدة مدفوعة بـ"الغطرسة والغرور غير المبررين" للفرعون، الذي يضطهد البشرية لإفادة أقلية صغيرة." 
يعتقد علي فرازمند أن الصور النمطية العالمية الحالية ضد الإسلام من قبل حكومة الولايات المتحدة ووسائل الإعلام والمؤسسات التجارية، والتي يغلب عليها المسيحيون، قد خلقت صورة عالمية للمسلمين كإرهابيين وشعب الشرق الأوسط كمتعصبين يجب أن تستنيرهم اليهودية- النصرانية. يقول فرازمند إن هذه الدعاية الأيديولوجية والعالمية والسياسية ضد الإسلام لا تخدم سوى الغطرسة العالمية والانقسامات الدينية العالمية والعداوة بين الأمم و «تعزز الغطرسة العالمية للتفوق المسيحي المعلن عن نفسه».
في إيران، ارتبط تصور الناس للولايات المتحدة على أنها «أرض اللبن والعسل» منذ فترة طويلة بصورة أخرى من العداء والغطرسة. وبحسب الصحفي والمحاضر الإيراني إحسان بخشندة، فإن معظم الإيرانيين يكرهون الغرب ليس لأنهم يرفضون القيم الغربية ولكن لأنهم عانوا من سياسات غربية معادية. ويقول إن استخدام مصطلح «الغطرسة العالمية» في تصوير الغرب يمكن أن يُعزى إلى تاريخ العلاقات بين إيران والغرب، وخاصة الطريقة التي يعامل بها الأمريكيون الإيرانيين.
قال كارلوس أ. بارودي إن تفكك الاتحاد السوفيتي أعطى الولايات المتحدة حرية أكبر في استخدام القوة العسكرية للدفاع عن مصالحها. اقتبس من نعوم تشومسكي الذي قال: «كان ينبغي ألا يفاجئ أحد أن جورج بوش احتفل بالنهاية الرمزية للحرب الباردة، أي سقوط جدار برلين، من خلال غزو بنما على الفور والإعلان بصوت عالٍ وواضح أن الولايات المتحدة ستخرب انتخابات نيكاراغوا من خلال الإبقاء على سيطرتها الاقتصادية الخانقة هجوم عسكري ما لم ينتصر» جانبنا"."
كما جاء النقد من خارج الولايات المتحدة. تحدث محمد حسين فضل الله عن «الصراع المستمر بين قوى الغطرسة والقمع الدولية (ممثلة بالولايات المتحدة والقوى الغربية وإسرائيل) والدول المضطهدة التي تضم العالمين العربي والإسلامي وبصورة أعم الجنوب العالمي»، وقال إن الغطرسة الدولية تبذل قصارى جهدها لإضعاف المسلمين حتى لا يصبح الإسلام قوة مؤثرة في العالم و «لإثارة الفتنة بين المسلمين». علي خامنئي، في خطاب ألقاه في تشرين الثاني (نوفمبر) 1994، قال: «عندما لا تنظر حكومة إلى [الولايات المتحدة] وترفض اعتبارها قوة عظمى، فإنها لا تستطيع تحملها أكثر من ذلك».
وفقًا لليثرمان، رأى آيات الله الإيرانيان روح الله الخميني وعلي خامنئي الغرب كمصدر للهيمنة الاستعمارية والاستعمارية الجديدة التي كان تفوقها على حساب دول العالم الثالث. قال بنجامين باربر إن جهود الولايات المتحدة لضمان الازدهار المحلي تبدو كمبرر لقمع الآخرين واستغلالهم. بحسب براي، الغزو العسكري الأمريكي للعالم الإسلامي - غزوتان للعراق وأخرى لأفغانستان - إلى جانب دعم ملك وديكتاتوري الأردن والمملكة العربية السعودية والمغرب واليمن ومصر وتونس، هي جهود للسيطرة على قيمة الموارد الطبيعية في المنطقة مثل النفط لمصلحتها الخاصة.

## الحواشي
1. ↑  روح الله الخميني, the clerical founder of إيران, for example, referred to the West in general and the United States in particular as "estekbar", roughly translated to "arrogance" in English.[1]
2. ↑  He is associate professor and teaches in the Department of Politics and Government of Illinois State University. His most recent book is The Politics of South American Boundaries (Praeger, 2001)[21]